# Willem Munter
Willem Munter (Amsterdam, gedoopt Westerkerk, 1 mei 1682 – begraven aldaar, 26 oktober 1759) was een Nederlands politicus. Hij is tien keer burgemeester van Amsterdam geweest. 

## Biografie
Willem Munter werd geboren in Amsterdam als zoon van Cornelis Munter en Maria Piso. Hij werd gedoopt in de Westerkerk met als doopgetuigen zijn grootvader Joan Munter en zijn tante Sara Munter, weduwe van Lucas Scholten. Zijn vader was burgemeester van Amsterdam geweest, en was tevens raadslid van de Admiraliteit van Amsterdam, bewindhebber van de WIC en directeur van de Sociëteit van Suriname. 
Hij trouwde in 1712 met Catharina Pels, dochter van Andries Pels en Angenita Bouwens. Het echtpaar kreeg kinderen, onder wie Cornelis Munter (1716-1750) en Agneta Margaretha (1717-1761), die trouwde met Jacob Boreel Jansz. Na het overlijden van Catharina Pels, in 1739, hertrouwde Munter met Catharina Cornelia Backer, weduwe van Hendrik Bicker. 
Willem Munter was meermaals burgemeester van Amsterdam in de periode 1726-1747. Hij was lid van de Vroedschap van Amsterdam (1709-1748).
- Biografisch Portaal: 71336137
- Nederlandse Thesaurus van Auteursnamen: 297299409
- Virtual International Authority File: 287176124
- WorldCat: E39PBJrmd6PdgYdGTwtFXrHjYP